# Occidryas beani
Occidryas beani är en fjärilsart som beskrevs av Henry Skinner 1897. Occidryas beani ingår i släktet Occidryas och familjen praktfjärilar. Inga underarter finns listade i Catalogue of Life.